# كوريا الجنوبية في الألعاب الأولمبية الصيفية للشباب 2010
كوريا الجنوبية من بين الدول المشاركة في الألعاب الأولمبية الصيفية للشباب 2010 بسنغافورة.

## تنس الطاولة
الرياضيون الكوريون الجنوبيون الذين حجزوا بطاقات تأهلهم للألعاب الأولمبية للشباب.
ذكور
- ها أيون يانغ
- كيم دونغ هيون